# Кутро
Кутро (італ. Cutro, сиц. Cutru) — муніципалітет в Італії, у регіоні Калабрія,  провінція Кротоне.
Кутро розташоване на відстані близько 500 км на південний схід від Рима, 37 км на північний схід від Катандзаро, 13 км на південний захід від Кротоне.
Населення — 10 533 особи (2014).
Щорічний фестиваль відбувається 3 травня. Покровитель — SS. Crocifisso di Cutro.

## Демографія
Населення за роками:

Станом на 1 січня 2023 року в муніципалітеті офіційно проживало 579 іноземців з 34 країн, серед них 259 громадян країн Євросоюзу та 48 громадян України.

## Сусідні муніципалітети
- Белькастро
- Кротоне
- Ізола-ді-Капо-Риццуто
- Мезорака
- Роккабернарда
- Сан-Мауро-Маркезато
- Скандале